# Sörböle Hälsingegård
Sörböle Hälsingegård är en gård utanför Mo i Söderhamns kommun i Hälsingland. 
Gården har ägts i samma släkt sedan 1535. Mangårdsbyggnaden är en parstuga från 1780-talet. Den har senare byggts till, men inte genomgått någon ytterligare renovering efter 1910 och stod sedan 1949 länge oanvänd. Interiörmåleriet i festsalen är utfört 1857. Upphovsmannen bakom de tio målningarna med svenska och franska motiv är okänd. Sörböle Hälsingegård har hållit öppet för visningar sedan 2008.

## Historia
Gården har fastighetsbeteckning Mo-Böle 1:4 och ligger i Mo socken. Namnet Böle betyder uppodling, nyodling.  Familjen på gården har försörjt sig på jordbruk och skogsbruk har levererat lin till Flors linnemanufakturi (1729–1859) där de tillverkads allt från skinande vit damast till segelduk en annan viktig verksamhet i bygden var Kungliga Hälsinge regemente som hade mötesplats i Mohed. 1535 fanns det 45 bönder i Mo. Den förste nedtecknade ägaren av gården var Mickel Jonsson. Hälsingegården i Sörböle är en släktgård och ägs av den 16 generationen.  Gården byggdes upp på nuvarande ställe efter 1789. Gården låg tidigare närmare Florsjön. Gården bestod ursprungligen av den äldre mangårdsbyggnadens "gammelbyggningens" bottenvåning. Det var en parstuga som byggdes på längd och höjd cirka 1850. Man kostade då på dyrbara inredningar i form av målningar och tapeter.

## Exteriör

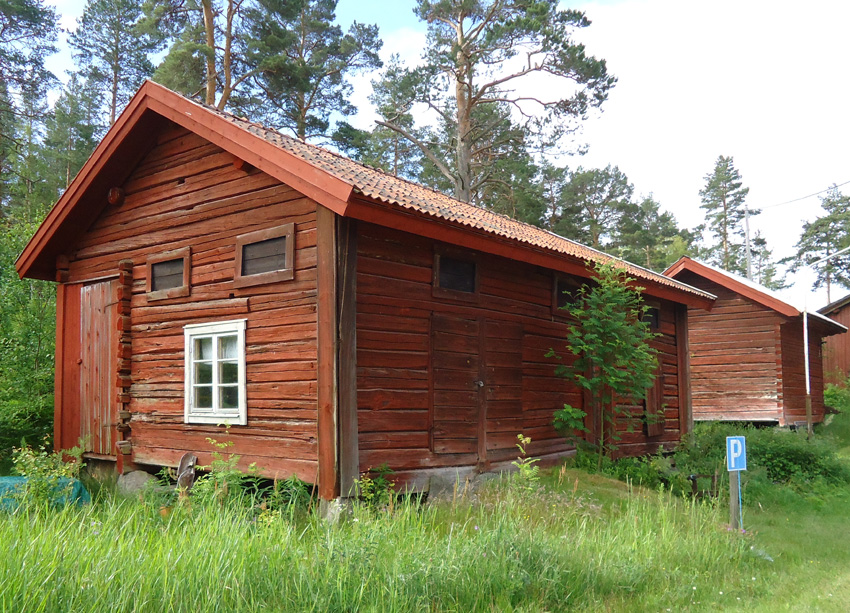
Härbre och vedbod vid Sörböle Hälsingegård.

Den äldre mangårdsbyggnadens timmerstomme har måtten 5,9 x 17,7 meter, bottenvåningen är uppförd 1780–1800 och övervåningen omkring 1850. Den nya mangårdsbyggnaden uppfördes omkring 1885, den timmerstommen har måtten 13,3 x 9,3 meter. Timrat härbre i en och en halv våning med haklaxknutar uppfördes omkring 1885. Nytt stall och ladugård uppfördes delvis i sten 1897. Det har funnits en stor timrad trösklada på gården som var uppförd under 1800-talet, den raserades av ett kraftigt snö- och stormoväder i slutet av april 2019. Slipbod och farstall står tätt ihop efter vägen genom gården. Vedbod, snickarbod och härbre från 1800-talet.

## Interiör

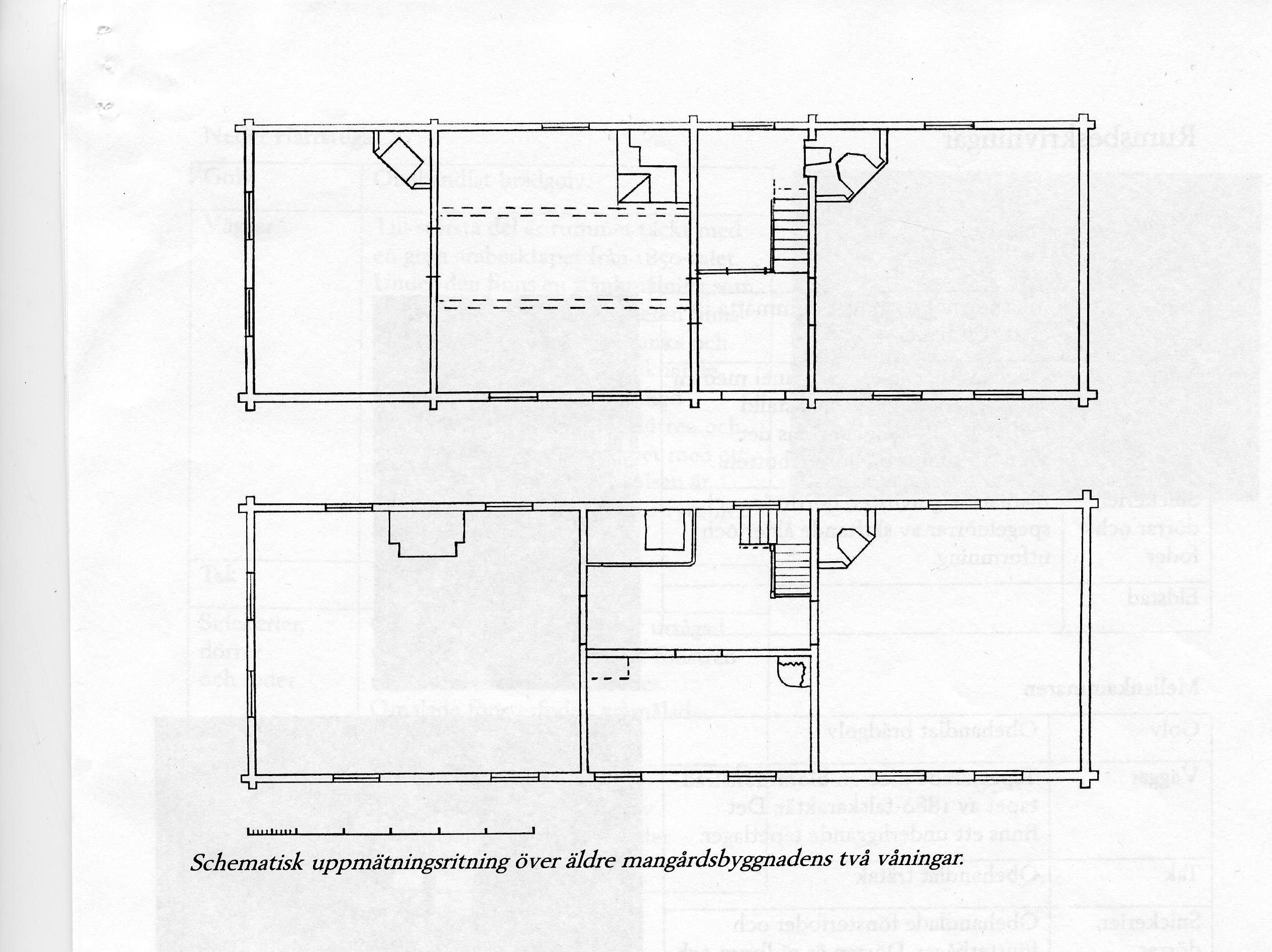
Gammelbyggning från 1780–1850. Ritningen visar båda planen. Nedre planet ligger överst i bilden.

Byggnaden har ingången mot gårdsplanen i söder. På bottenplanet finns förstuga med en liten drängkammare innanför. Till vänster ligger köket och innanför det en gavelkammare.Det finns flera lager av tapeter, ett lager från cirka 1850 är schablonmålning på väv, över den är väggarna pappspända och täcka med en jugendmönstrad tapet i två gula toner.  Till höger ligger nedre herrstugan, största delen av rummet är täckt av en grön arabesktapet det finns ett äldre tapetlager med stänkmålning och en bård med viggmönster i matchande färger. Huset var från början en parstuga uppförd cirka 1780. Den byggdes på med kammaren mot vägen på 1850-talet och då gjordes även övre planet.
Trappan går från nedre förstugan till övre planet. Där finns övre herrstugan, mot öster, den har exakt samma mått som nedre herrstugan under. Väggarna i rummet är pappspända med jugendtapet och tillhörande bård. På övre plan finns en ovanligt stor sal på 38 kvadratmeter med sex fönster i tre riktningar. Förstugan på andra planet vetter mot baksidan och kammaren mot framsidan, trädgården. . Väggarna är vävspända och målade marmorering täcker både väv och brädvägg. Dörrarna i förstugan är ådringsmålade. I förstugan finns en skrubb med uppgång till vinden på tredje våningen.

## Målningarna i gammelsalen

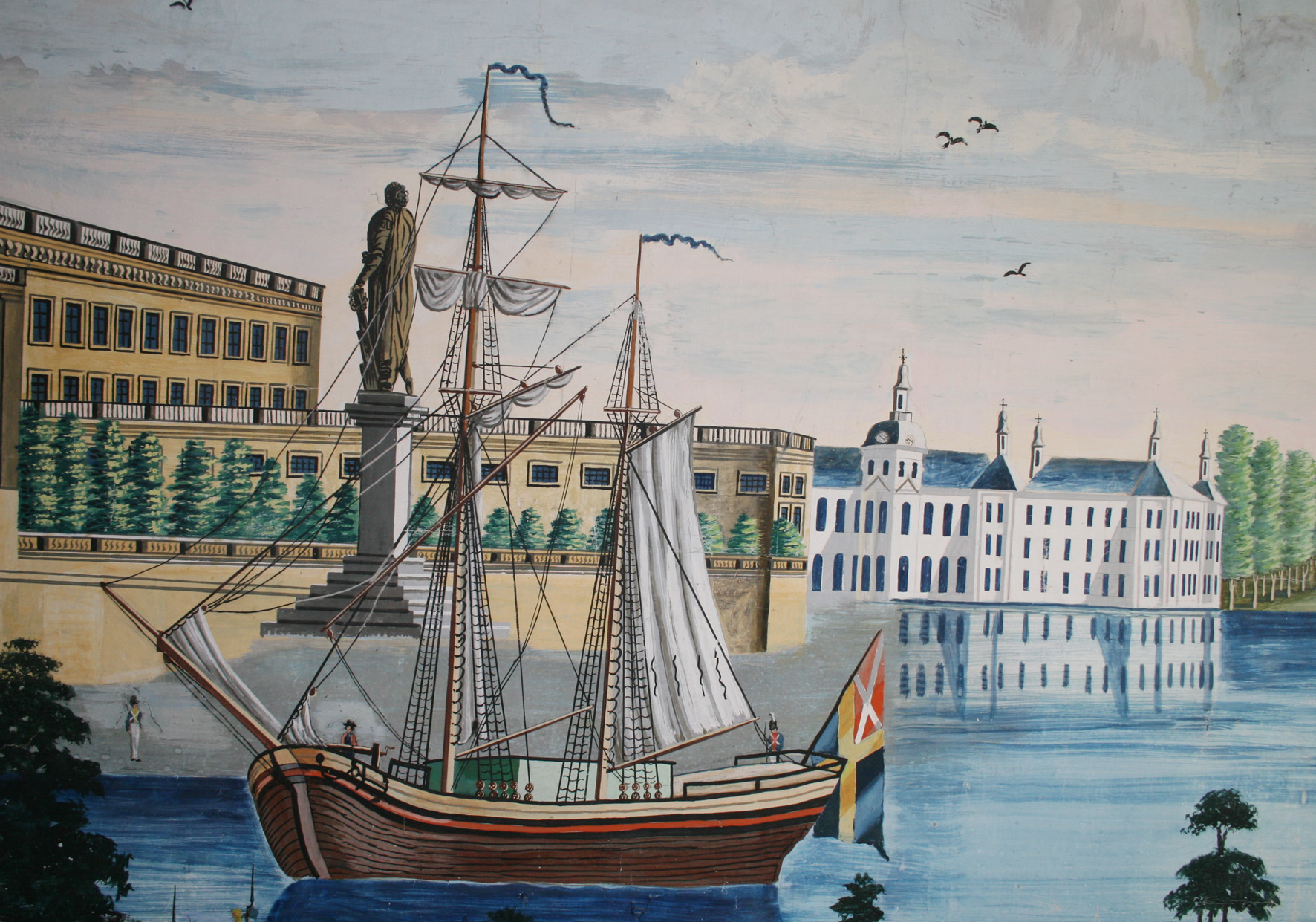
Stor väggmålning i festsalen Sörböle Hälsingegård som förställer Stockholms slott och palatset Makalös.

Målningarna i Sörböles festsal är daterade till 1857, färgerna är ovanligt starka och friska. Målningarna är utförda med limfärg på papper som klistrats på en uppspänd linneväv. Under målningarna är en gråvit bröstpanel i fönsterhöjd. Det finns tio olika motiv på målningarna. Besökaren stiger in som i ett landskap och fascineras av en praktfull bildsvit med stor målar- och berättarglädje. En av väggmålningarna föreställer Stockholmspanorama med Stockholms slott i förgrunden, Gustav III staty och palatset Makalös som revs 1825 efter en brand. På övriga målningar finns motiv från städer och landsbygd, från Sverige och Frankrike, soldater, yrkesmän och kvinnor, kärlekspar, blandat med djur och natur. Det finns massor av tidsenliga detaljer att upptäcka. Upptill avslutas alla målningarna med drapering i rött och guld.